# Таранське
Тара́нське — село в Україні, у Попівській сільській громаді Конотопського району Сумської області. Населення становить 59 осіб. До 2020 орган місцевого самоврядування — Вирівська сільська рада.

## Географія
Село Таранське розташоване на лівому березі річки Сейм у місці де в неї впадає річка Куколка, вище за течією на відстані 1.5 км розташоване село Лисогубівка, на протилежному березі — село Мельня.
Село оточене лісом в якому розташовані кілька будинків відпочинку. Поруч пролягає залізниця, станція Річка Сейм.

## Історія
- Село постраждало внаслідок геноциду українського народу, проведеного окупаційним урядом СССР 1923—1933 та 1946–1947 роках.
- в листопаді 2015 року у селі відбулося перепоховання восьми радянських бійців, котрі загинули в вересні 1941 року на території Конотопського району в боях біля сіл Прилужжя, Коханівка, Лизогубівка.

## Пам'ятки
- Братська могила радянських військових.